# Championnat de Belgique masculin de volley-ball 2010-2011
Navigation
Championnat 2011-2012
Le championnat de Belgique de volley 2010-2011 (aussi appelé Ligue A) débute le 2 octobre 2010 pour s'achever par une finale au meilleur des 5 manches fixée en fin de saison au plus tard en juin. Il s'agit de la 67e édition de celui-ci.

## Liste des équipes en compétition
La compétition oppose pour la saison 2010-2011 les 10 meilleures équipes belges de volley :
| - Aquacare Halen - VT Toyota Wouters Averbode - Knack Randstad Roeselare - Noliko Maaseik - Prefaxis Menen | - Topvolley Precura Antwerpen - VBC Waremme - VC Argex Duvel Puurs - VC Euphony Asse-Lennik - VC Schelde-Natie Kapellen |

| Halen Averbode Roeselare Maaseik Menin Anvers Waremme Puurs Lennik Kapellen |

## Organisation du championnat
La saison régulière est disputée par 10 équipes jouant chacune l'une contre l'autre à deux reprises selon le principe de l'aller-retour. Une victoire par 3-0 ou 3-1 rapporte 3 points, une victoire par 3-2, 2 points, une défaite par 2-3 permet d'obtenir 1 point et une défaite par 0-3 ou 1-3, 0 point.
Après la saison régulière, les 6 équipes les mieux classées s'engagent dans les play-offs. Ceux-ci constituent en un nouveau championnat où les 6 équipes s'affrontent en aller-retour mais lors duquel l'équipe classée première de la saison régulière part avec 5 points, le second, 4, le troisième, 3, le quatrième, 2, le cinquième, 1 et le sixième, aucun. Une fois ces play-offs terminés, le vainqueur final du championnat est déterminé lors d'une finale disputée au meilleur des 5 manches entre les 2 premiers des play-offs et pour laquelle l'équipe la mieux classée à l'issue des play-offs dispose de l'avantage du terrain.
Pour ce qui est des 4 dernières équipes de la phase régulière, elles s'engagent quant à elles dans les play-downs. Il s'agit là aussi d'une compétition normale en aller-retour mais pour laquelle, le septième de la phase régulière commence avec 3 points, le huitième 2 points, le neuvième 1 point et le dernier aucun. Le dernier des play-downs est relégué en Ligue B.

## Déroulement du championnat

### Phase régulière

#### Résultats des matchs
| Résultats (dom.\ext.)                                              | HAL | AVE | ROE | MAA | MEN | ANT | WAR | PUU | LEN | KAP |
| Aquacare Halen                                                     |     | 1-3 | 1-3 | 0-3 | 3-1 | 1-3 | 3-2 | 3-0 | 0-3 | 3-0 |
| VT Toyota Wouters Averbode                                         | 3-1 |     | 1-3 | 0-3 | 3-1 | 3-0 | 3-0 | 3-0 | 3-1 | 3-0 |
| Knack Randstad Roeselare                                           | 3-0 | 3-1 |     | 3-1 | 3-1 | 3-0 | 3-0 | 3-0 | 3-1 | 3-0 |
| Noliko Maaseik                                                     | 3-0 | 3-0 | 3-0 |     | 3-2 | 3-0 | 3-0 | 3-1 | 3-2 | 3-0 |
| Prefaxis Menen                                                     | 3-2 | 3-0 | 1-3 | 0-3 |     | 3-1 | 3-0 | 3-0 | 0-3 | 3-0 |
| Topvolley Precura Antwerpen                                        | 1-3 | 1-3 | 1-3 | 2-3 | 3-2 |     | 3-0 | 3-1 | 1-3 | 3-0 |
| VBC Waremme                                                        | 1-3 | 0-3 | 1-3 | 0-3 | 1-3 | 1-3 |     | 3-1 | 0-3 | 1-3 |
| VC Argex Duvel Puurs                                               | 1-3 | 3-2 | 0-3 | 2-3 | 1-3 | 3-2 | 3-0 |     | 1-3 | 3-0 |
| VC Euphony Asse-Lennik                                             | 3-0 | 3-1 | 1-3 | 1-3 | 3-2 | 3-0 | 3-0 | 3-0 |     | 3-0 |
| VC Schelde-Natie Kapellen                                          | 0-3 | 0-3 | 0-3 | 0-3 | 0-3 | 0-3 | 2-3 | 1-3 | 0-3 |     |
| - Victoire à domicile - Victoire à l'extérieur - Match non disputé |     |     |     |     |     |     |     |     |     |     |

#### Classement
Pour rappel, les points sont attribués de la manière suivante, 3 points en cas de victoire, 0 point en cas de défaite. Si le match va jusqu'au tie-break (cinquième set), le vainqueur ne marquera que 2 points et le vaincu récupèrera un point.
| # | Équipe                        | Pts | J  | G  | Gt | Pt | P  | Sp | Sc | Ratio | Pp   | Pc   | Ratio |
| 1 | Knack Randstad Roeselare (T)  | 51  | 18 | 17 | 0  | 0  | 1  | 51 | 13 | 3.923 | 1573 | 1343 | 1.171 |
| 2 | Noliko Maaseik                | 47  | 18 | 13 | 4  | 0  | 1  | 52 | 13 | 4     | 1547 | 1282 | 1.207 |
| 3 | VC Euphony Asse-Lennik        | 39  | 18 | 12 | 1  | 1  | 4  | 45 | 20 | 2.25  | 1548 | 1350 | 1.147 |
| 4 | VT Toyota Wouters Averbode    | 34  | 18 | 11 | 0  | 1  | 6  | 38 | 26 | 1.462 | 1475 | 1425 | 1.035 |
| 5 | Prefaxis Menen                | 29  | 18 | 8  | 1  | 3  | 6  | 37 | 32 | 1.156 | 1539 | 1479 | 1.041 |
| 6 | Aquacare Halen                | 24  | 18 | 7  | 1  | 1  | 9  | 30 | 36 | 0.833 | 1440 | 1473 | 0.978 |
| 7 | Topvolley Precura Antwerpen   | 22  | 18 | 6  | 1  | 2  | 9  | 30 | 38 | 0.789 | 1460 | 1530 | 0.954 |
| 8 | VC Argex Duvel Puurs          | 14  | 18 | 3  | 2  | 1  | 12 | 23 | 44 | 0.523 | 1391 | 1531 | 0.909 |
| 9 | VBC Waremme (P)               | 6   | 18 | 1  | 1  | 1  | 15 | 13 | 51 | 0.255 | 1290 | 1561 | 0.826 |
| 10 | VC Schelde-Natie Kapellen (P) | 4   | 18 | 1  | 0  | 1  | 16 | 6  | 52 | 0.115 | 1124 | 1413 | 0.795 |
| # = classement; Pts = points; J = joués; G / Gt / Pt / P = gagnés 3-0 ou 3-1 / gagnés au tie-break 3-2 / perdus au tie-break 2-3 / perdus 1-3 ou 0-3; Sp / Sc / Ratio = sets pour / contre / ratio de sets pour/contre; Pp / Pc / Ratio = points pour / contre / ratio de points pour/contre |                               |     |    |    |    |    |    |    |    |       |      |      |       |

|     | Qualification pour les play-offs  |
|     | Qualification pour les play-downs |
| (T) | Tenant du titre 2010              |
| (P) | Promu 2010                        |

### Play-offs
Rappelons que ces play-offs occupent les 6 meilleures équipes de la phase régulière et que, selon le classement de cette phase, les équipes débutent ici avec 5,4,3,2,1 ou 0 point. Les deux premiers de ces play-offs sont qualifiés pour la finale du championnat.

#### Résultats des matchs
| Résultats (dom.\ext.)                                              | ROE | MAA | LEN | AVE | MEN | HAL |
| Knack Randstad Roeselare                                           |     | 1-3 | 3-2 | 3-2 | 3-0 | 3-0 |
| Noliko Maaseik                                                     | 3-0 |     | 3-1 | 3-0 | 3-1 | 3-0 |
| VC Euphony Asse-Lennik                                             | 3-0 | 3-0 |     | 2-3 | 3-1 | 3-1 |
| VT Toyota Wouters Averbode                                         | 0-3 | 3-1 | 1-3 |     | 2-3 | 3-1 |
| Prefaxis Menen                                                     | 0-3 | 0-3 | 0-3 | 3-1 |     | 0-3 |
| Aquacare Halen                                                     | 2-3 | 2-3 | 0-3 | 3-0 | 2-3 |     |
| - Victoire à domicile - Victoire à l'extérieur - Match non disputé |     |     |     |     |     |     |

#### Classement
| # | Équipe                            | Pts | J  | G | Gt | Pt | P | Sp | Sc | Ratio | Pp  | Pc  | Ratio |
| 1 | Noliko Maaseik (+4)               | 27  | 10 | 7 | 1  | 0  | 2 | 25 | 11 | 2.273 | 856 | 754 | 1.135 |
| 2 | VC Euphony Asse-Lennik (+3)       | 26  | 10 | 7 | 0  | 2  | 1 | 26 | 12 | 2.167 | 890 | 772 | 1.153 |
| 3 | Knack Randstad Roeselare (T) (+5) | 23  | 10 | 4 | 3  | 0  | 3 | 22 | 15 | 1.467 | 864 | 813 | 1.063 |
| 4 | VT Toyota Wouters Averbode (+2)   | 12  | 10 | 2 | 1  | 2  | 5 | 15 | 25 | 0.6   | 859 | 940 | 0.914 |
| 5 | Aquacare Halen                    | 9   | 10 | 2 | 0  | 3  | 5 | 14 | 24 | 0.583 | 781 | 828 | 0.943 |
| 6 | Prefaxis Menen (+1) (-1)          | 7   | 10 | 1 | 2  | 0  | 7 | 11 | 26 | 0.423 | 717 | 860 | 0.834 |
| # = classement; Pts = points; J = joués; G / Gt / Pt / P = gagnés 3-0 ou 3-1 / gagnés au tie-break 3-2 / perdus au tie-break 2-3 / perdus 1-3 ou 0-3; Sp / Sc / Ratio = sets pour / contre / ratio de sets pour/contre; Pp / Pc / Ratio = points pour / contre / ratio de points pour/contre |                                   |     |    |   |    |    |   |    |    |       |     |     |       |

|      | Qualification pour la finale                                                       |
| (T)  | Tenant du titre 2010                                                               |
| (+X) | X points bonus issus de la phase régulière                                         |
| (-X) | X points malus retirés à la suite de forfaits infligés (1 point malus par forfait) |

### Play-downs
Pour rappel, ces play-downs occupent les 4 moins bonnes équipes de la phase régulière et, selon le classement de cette phase, les équipes débutent ici avec 3,2,1 ou 0 point. Le dernier de ces play-downs est relégué en Ligue B.

#### Résultats des matchs
| Résultats (dom.\ext.)                                              | ANT | PUU | WAR | KAP |
| Topvolley Precura Antwerpen                                        |     | 3-1 | 3-0 | 3-0 |
| VC Argex Duvel Puurs                                               | 2-3 |     | 3-0 | 3-0 |
| VBC Waremme                                                        | 0-3 | 0-3 |     | 1-3 |
| VC Schelde-Natie Kapellen                                          | 0-3 | 0-3 | 3-0 |     |
| - Victoire à domicile - Victoire à l'extérieur - Match non disputé |     |     |     |     |

#### Classement
| # | Équipe                            | Pts | J | G | Gt | Pt | P | Sp | Sc | Ratio | Pp  | Pc  | Ratio |
| 1 | Topvolley Precura Antwerpen (+3)  | 20  | 6 | 5 | 1  | 0  | 0 | 18 | 3  | 6     | 503 | 414 | 1.215 |
| 2 | VC Argex Duvel Puurs (+2)         | 15  | 6 | 4 | 0  | 1  | 1 | 15 | 6  | 2.5   | 483 | 445 | 1.085 |
| 3 | VC Schelde-Natie Kapellen (P) *** | 6   | 6 | 2 | 0  | 0  | 4 | 6  | 13 | 0.462 | 413 | 458 | 0.902 |
| 4 | VBC Waremme (P) (+1)              | 1   | 6 | 0 | 0  | 0  | 6 | 1  | 18 | 0.056 | 400 | 482 | 0.83  |
| # = classement; Pts = points; J = joués; G / Gt / Pt / P = gagnés 3-0 ou 3-1 / gagnés au tie-break 3-2 / perdus au tie-break 2-3 / perdus 1-3 ou 0-3; Sp / Sc / Ratio = sets pour / contre / ratio de sets pour/contre; Pp / Pc / Ratio = points pour / contre / ratio de points pour/contre |                                   |     |   |   |    |    |   |    |    |       |     |     |       |

|      | Relégation en Ligue B                      |
| (P)  | Promu 2010                                 |
| (+X) | X points bonus issus de la phase régulière |

*** Le VBC Waremme devait sportivement descendre à l'issue de cette saison. Néanmoins, le VC Schelde-Natie Kapellen, en proie à des soucis financiers, a préféré demander sa relégation en Ligue B pour la saison prochaine. La Ligue a alors décidé d'octroyer à Waremme le droit de se maintenir en Ligue A.

### Finale du championnat
Pour rappel, cette finale oppose, au meilleur des 5 manches, les 2 premiers des play-offs. Le premier des deux dispose de l'avantage du terrain en ce sens qu'il pourra jouer à domicile 3 des 5 rencontres.
| Finale 2010-2011       | Finale 2010-2011 | Finale 2010-2011 | Finale 2010-2011 | Finale 2010-2011 | Finale 2010-2011 |
| ---------------------- | ---------------- | ---------------- | ---------------- | ---------------- | ---------------- |
|                        | M1               | M2               | M3               | M4               | M5               |
| Noliko Maaseik         | 3                | 2                | 3                | 3                | X                |
| VC Euphony Asse-Lennik | 0                | 3                | 2                | 1                | X                |

## Bilan du championnat 2010-2011
| CHAMPION 2010-2011 |
| Noliko Maaseik     |

| QUALIFICATIONS EUROPEENNES POUR 2011-2012 |                          |
| Ligue des champions                       | Noliko Maaseik           |
| Ligue des champions                       | VC Euphony Asse-Lennik   |
| Coupe de la CEV                           | Aquacare Halen           |
| Coupe de la CEV                           | Knack Randstad Roeselare |
| Challenge Cup                             | Prefaxis Menen           |

| PROMOTION ET RELEGATION POUR 2011-2012 |                            |
| Promu en Ligue A                       | PNV Waasland Kruibeke      |
| Relégué en Ligue B                     | VC Schelde-Natie Kapellen  |
| Club radié                             | VT Toyota Wouters Averbode |
| Club remplaçant en Ligue A             | VBC Axis Shanks Guibertin  |